# Federazione cestistica del Kosovo
La Federazione cestistica del Kosovo (in albanese Federata e Basketbollit e Kosovës, in serbo Košarkaška Federacija Kosova  è l'organo che gestisce l'attività agonistica della pallacanestro in Kosovo.
La federazione si occupa principalmente dell'organizzazione della Superliga e Kosovës në Basketboll, massimo campionato maschile, e della coppa nazionale. Gestisce inoltre le Nazionali maschile e femminile, che ha disputato solo amichevoli fino al 2016 quando ha preso parte alle qualificazioni per l'europeo.
La Federazione Internazionale Pallacanestro, infatti, ha negato più volte l'affiliazione alla federazione kosovara. L'ultimo rifiuto risale al 26 aprile 2008, a Pechino in occasione della riunione del FIBA Central Board, poiché a  quella data, il Kosovo non aveva ancora soddisfatto le condizioni richieste per poter entrare nella FIBA. Condizioni accettate nel marzo 2015, data nel quale la Federazione kosovara viene riconosciuta ufficialmente come il 215º stato membro.